# Friedrich Gottlieb von der Becke
Friedrich Gottlieb von der Becke (* 9. Januar 1793 in Hemer; † 18. Dezember 1868 in Wiesbaden) war ein deutscher Gutsbesitzer, Unternehmer und preußischer Abgeordneter.

## Leben
Er entstammte dem Adelsgeschlecht von der Becke, die bereits in der Frühen Neuzeit auch unternehmerisch tätig war. Sein Vater war Johann Diedrich von der Becke. 
Von der Becke war Gutsbesitzer in Oberhemer und besaß weitere Besitzungen. Darüber hinaus war er unternehmerisch tätig. In Menden hatte er 1824 zusammen mit der Firma Gebrüder Ebbinghaus & Comp. eine frühere kurfürstliche Mühle erworben. 1833 baute er die Walkenmühle bei Menden zu einem Hammer- und Drahtwerk um. 1836 gründete er die Firma Becke & Comp. Zu den Teilhabern gehörte der Gewerke Theodor Ulrich in Bredelar. Zusammen mit Theodor von Dücker betrieben sie ein Puddel- und Walzwerk. Mit Dücker war er auch Teilhaber beim Eisenstein-Bergbau Helle. Oberhalb von Menden erwarb er eine ehemalige Fingerhutmühle und baute sie zu einer Eisendrahtzieherei um. Auch in Rumbeck bei Arnsberg legte er einen Eisenhammer an. In Wildshausen besaß er ein Sägewerk. Er erwarb auch die Papierfabrik bei Niedermarsberg.
Von der Recke war auch Mitbegründer und Teilhaber des Rheinisch-Westfälischen Bergwerksvereins. Er erwarb 1852 226 Aktien für 42.200 Taler. Das Unternehmen betrieb den Blei- und Zinkbergbau bei Ramsbeck. Es entwickelte sich zu dieser Zeit zum größten Unternehmen des kölnischen Sauerlandes mit mehreren hundert Bergleuten und Arbeitern über Tage. Er war auch an der Neugründung des Märkisch-Westfälischen Bergwerksverein 1854 maßgeblich beteiligt. Dabei ging es um den Galmei-Bergbau bei Hemer und Iserlohn. Daneben hielt er Anteile teilweise von über 50 % an weiteren Gruben etwa in Beckum und Langenholthausen. Seit 1857 lebte er als Privatier in Wiesbaden.
Er war von 1854 bis 1856 Mitglied des westfälischen Provinziallandtages. Von 1852 bis 1857 gehörte er dem Preußischen Abgeordnetenhaus an. Dort gehörte er der Linken an.